# Lawrence Feuerbach
Lawrence Edward Joseph Feuerbach (født juli 1879, død 16. november 1911) var en amerikansk atlet som deltog i OL 1904 i St. Louis.
Feuerbach vandt en bronzemedalje i atletik under OL 1904 i St. Louis. Han kom på en tredjeplads i kuglestød efter landsmændene Ralph Rose og Wesley Coe.